# Antromysis cubanica
Antromysis cubanica är en kräftdjursart som beskrevs av Mihai Bacescu och Traian Orghidan 1971. Antromysis cubanica ingår i släktet Antromysis och familjen Mysidae. Inga underarter finns listade i Catalogue of Life.